# یواس‌اس ماسکینگام (ای‌کی-۱۹۸)
یواس‌اس ماسکینگام (ای‌کی-۱۹۸) (به انگلیسی: USS Muskingum (AK-198)) یک کشتی بود که طول آن 388' 8" بود. این کشتی در سال ۱۹۴۴ ساخته شد.